# David Bagan
David Bagan (Irvine, 26 april 1977) is een voormalig Schots voetballer die speelde als middenvelder. Hij speelde voor Kilmarnock, Inverness Caledonian Thistle, Queen of the South, St. Johnstone, Raith Rovers en Dumbarton.

## Erelijst met Kilmarnock FC
- Scottish Cup (1×) 1997